# .sy
‎.sy‏ دامنه اینترنتی اختصاص داده شده به کشور سوریه است.